# 대한민국 공정거래위원회

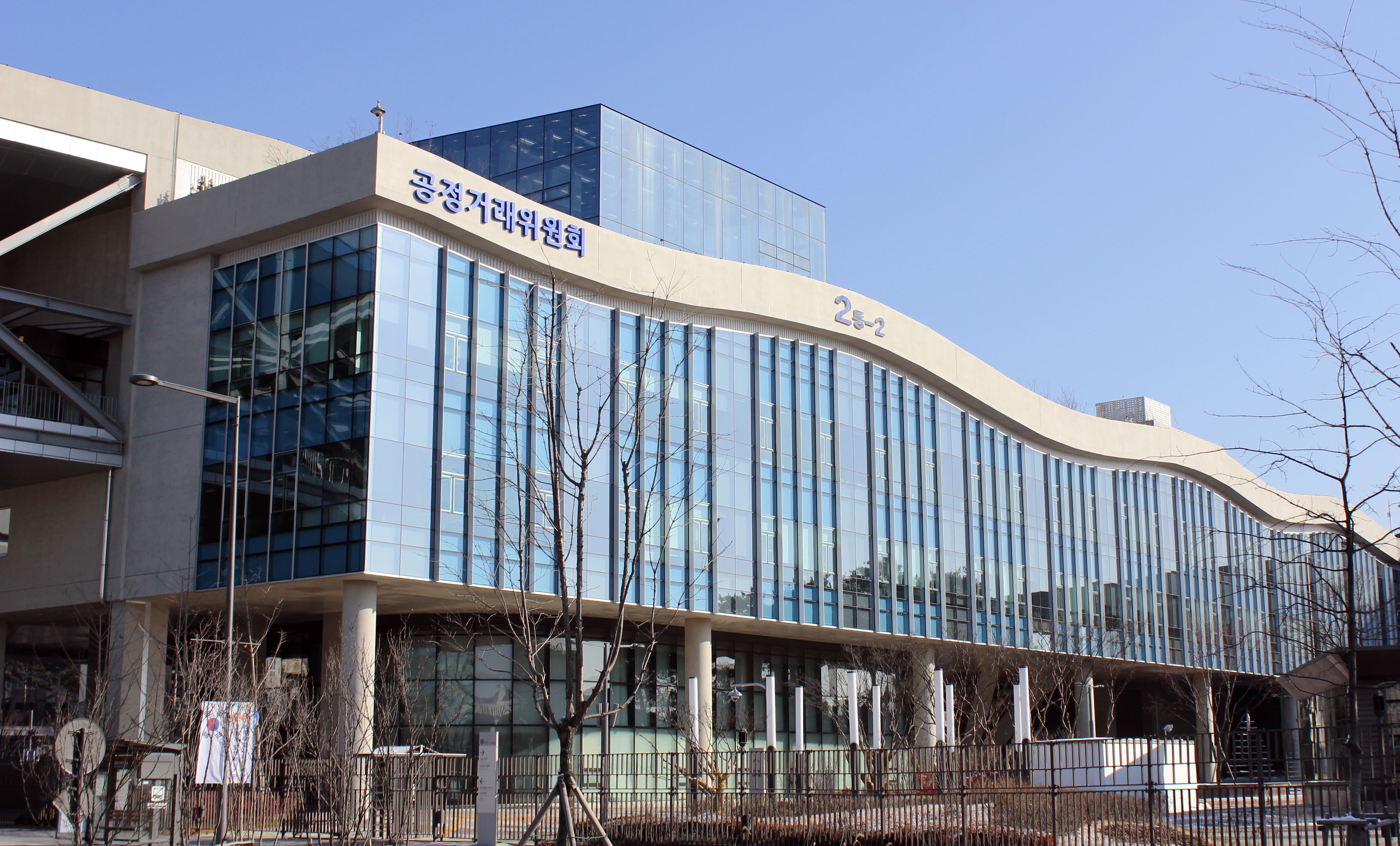
공정거래위원회 청사

공정거래위원회(公正去來委員會)는 「독점규제 및 공정거래에 관한 법률」에 따른 사무를 독립적으로 수행하는 대한민국의 중앙행정기관이다. 위원장·부위원장은 각각 장관급·차관급 정무직공무원으로, 사무처장은 고위공무원단 가등급에 속하는 일반직공무원으로 보한다.
국무총리 소속의 합의제 준사법기관이다.

## 소관 사무
- 시장지배적지위의 남용행위 규제에 관한 사항
- 기업결합의 제한 및 경제력 집중의 억제에 관한 사항
- 부당한 공동행위 및 사업자단체의 경쟁제한행위 규제에 관한 사항
- 불공정거래행위, 재판매가격유지행위 및 특수관계인에 대한 부당한 이익제공의 금지행위 규제에 관한 사항
- 경쟁제한적인 법령 및 행정처분의 협의·조정 등 경쟁촉진정책에 관한 사항
- 「독점규제 및 공정거래에 관한 법률」 외의 다른 법령에서 공정거래위원회의 소관으로 규정한 사항

## 연혁
- 1976년 2월 20일: 경제기획원 물가정책국에 공정거래과 설치.[4]
- 1981년 4월 1일: 공정거래위원회로 개편.[5]
- 1990년 4월 1일: 경제기획원으로부터 독점규제 및 공정거래에 관한 사무를 이관받음.[6]
- 1994년 12월 23일: 국무총리 소속으로 이관.[7]
- 1999년 5월 24일: 방문판매 및 할부거래 관련 소비자 보호기능에 관한 사무를 산업자원부로부터 이관받음.[8]
- 2008년 2월 29일: 재정경제부로부터 소비자보호에 관한 사무를 이관받음.[9]

## 조직
위원장 1명과 부위원장 1명을 포함한 9명의 위원으로 구성하며 위원 중 4명은 비상임으로 한다. 상임위원은 고위공무원단에 속하는 임기제공무원으로 보하며 상임위원과 비상임위원은 독점규제 및 공정거래 또는 소비자 분야에 경험이나 전문 지식이 있는 사람 중에서 대통령이 임명한다. 위원장과 부위원장은 국무총리의 제청으로 대통령이 임명하며 다른 위원들은 위원장의 제청으로 대통령이 임명한다. 위원의 임기는 3년이며 한 차례 연임이 가능하다.
회의는 위원 전원으로 구성하는 전원회의와 상임위원 1명을 포함한 3명의 위원으로 구성하는 소회의가 있다. 전원회의는 위원장이 주재하고 재적위원 과반수의 찬성으로 의결하며 소회의는 상임위원이 주재하고 구성위원 전원의 출석과 출석위원 전원의 찬성으로 의결한다. 위원회의 사무를 처리하기 위해 사무처를 둔다.
| 국                     | 정책관실             | 담당관실·과 |
| 위원장 산하 하부조직   | 위원장 산하 하부조직 | 위원장 산하 하부조직                                                                                           |
| ---------------------- | -------------------- | --- |
| 대변인실               | 대변인실             | 홍보담당관실                                                                                                   |
| 부위원장 산하 하부조직 |                      | |
|                        |                      | 감사담당관실                                                                                                   |
| 심판관리관실           | 심판관리관실         | 심판총괄담당관실ㆍ경쟁심판담당관실ㆍ기업거래심판담당관실ㆍ소비자거래심판담당관실ㆍ송무담당관실                 |
| 조사관리관실           | 조사관리관실         | 조사총괄담당관실                                                                                               |
| 사무처장 산하 하부조직 |                      | |
| 기획조정관실           | 기획조정관실         | 기획재정담당관실ㆍ혁신행정법무담당관실ㆍ정보화담당관실ㆍ고객지원담당관실                                       |
|                        |                      | 운영지원과 |
| 경쟁정책국             | 경쟁정책국           | 경쟁정책과ㆍ시장감시정책과ㆍ시장구조개선정책과ㆍ국제협력과                                                     |
|                        | 기업협력정책관실     | 기업집단결합정책과ㆍ기업거래정책과ㆍ가맹거래정책과ㆍ유통대리점정책과                                           |
| 소비자정책국           | 소비자정책국         | 소비자정책총괄과ㆍ소비자안전교육과ㆍ소비자거래정책과ㆍ특수거래정책과                                           |
| 시장감시국             | 시장감시국           | 서비스업감시과ㆍ제조업감시과ㆍ지식산업감시과ㆍ약관특수거래과ㆍ전자거래감시팀                                   |
| 카르텔조사국           | 카르텔조사국         | 제조카르텔조사과ㆍ입찰담합조사과ㆍ국제카르텔조사과ㆍ경제분석과ㆍ서비스카르텔조사팀                             |
| 기업집단감시국         | 기업집단감시국       | 기업집단관리과ㆍ공시점검과ㆍ내부거래감시과ㆍ부당지원감시과                                                     |
| 기업거래결합심사국     | 기업거래결합심사국   | 하도급조사과ㆍ기술유용조사과ㆍ유통대리점조사과ㆍ기업결합과ㆍ국제기업결합과ㆍ가맹거래조사팀ㆍ신산업하도급조사팀 |

### 소속기관
- 위원장의 소관 사무를 분장하는 기관
  - 지방공정거래사무소

### 소속 자문위원회
| 위원회명                           | 주관부처       | 설치근거                             | 비고 |
| ---------------------------------- | -------------- | ------------------------------------ | ---- |
| 상습법위반사업자명단공표심의위원회 | 공정거래위원회 | 하도급거래공정화에관한법률 제25조의4 |      |
| 소비자정책위원회                   | 공정거래위원회 | 소비자기본법 제23조                  |      |

## 정원
공정거래위원회에 두는 공무원의 정원은 다음과 같다.
| 총계      | 총계              | 486명 |
| --------- | ----------------- | ----- |
| 정무직 계 | 정무직 계         | 2명   |
|           | 위원장            | 1명   |
|           | 부위원장          | 1명   |
|           |                   |       |
| 별정직 계 | 별정직 계         | 1명   |
|           | 6급 상당 이하     | 1명   |
|           |                   |       |
| 일반직 계 | 일반직 계         | 483명 |
|           | 고위공무원단      | 15명  |
|           | 3급 이하 5급 이상 | 257명 |
|           | 6급 이하          | 206명 |
|           | 전문경력관        | 5명   |

## 재정
총수입·총지출 기준 2023년 재정 규모는 다음과 같다.
| 구분     | 세입예산         | 작년 대비 증감 |
| -------- | ---------------- | -------------- |
| 일반회계 | 4216억 9600만 원 | +7.73%         |
|          |                  |                |
| 합계     | 4216억 9600만 원 | +7.73%         |

| 구분     | 구분     | 세출예산        | 작년 대비 증감 |
| -------- | -------- | --------------- | -------------- |
| 일반회계 | 일반행정 | 1596억 300만 원 | +1.32%         |
|          |          |                 |                |
| 합계     | 합계     | 1596억 300만 원 | +1.32%         |

## 공정거래위원회의 적발 목록

### 2007년
3월 18일 롯데제과, 해태제과식품, 롯데삼강, 빙그레 4개의 업체를 자사에서 생산 판매 중인 콘류 아이스크림의 가격을 담합하여 인상한 것을 적발하였으며, 각각 21억 2000만 원, 10억 3800만 원, 7억 5900만 원, 7억 1300만 원의 과징금을 부과하고, 검찰에 고발하였다. 과징금의 부과 및 고발 사유는 4개의 업체가 2005년 5월~7월과 2006년 3월~5월 등 2차례에 걸치어서 월드콘, 부라보콘, 메타콘, 구구콘 등 콘 형태의 아이스크림 제품의 가격을 담합하여 인상한 점이다.

### 2011년
6월 24일 서울우유, 매일유업, 남양유업, 동원데어리푸드가 판매하고 있는 치즈 상품의 가격을 담합하여 인상한 것을 적발하였으며, 각각 35억 9600만 원, 34억 6400만 원, 22억 5100만 원, 13억 100만 원의 과징금을 부과하고, 시정 명령을 내렸다. 담합 내용은 2007년 7월 치즈업체 직원간 모임인 유정회에서 업소용 피자치즈 가격 인상에 합의하고, 1차로 각각 11%~18%씩 가격을 인상하였으며, 그해 9월부터 2008년 3월까지 또 다시 10%~19%를 인상한 것과 2007년 9월 소매용 가공치즈, 피자치즈, 업소용 가공치즈의 가격에 대하여서도 공동 인상키로 합의하고, 그해 10월부터 2008년 6월까지 시차를 두고 이를 실행에 옮기었다. 2008년 8월에도 소매 및 업소용 가공 치즈, 피자치즈 가격을 15%~20%씩 인상에 합의한 뒤 약간의 시차를 두어가며 가격을 인상한 것이다.
6월 27일 식품회사 농심이 생산 판매하는 라면 제품인 신라면 블랙에 대하여 허위,과장 표시와 광고를 한 것이 적발되어 시정 명령과 함께 1억 5500만 원의 과징금을 부과하였다.

### 2012년
7월 19일 현금 자동 입출금기 서비스 업체인 롯데피에스넷이 계열사를 부당 지원한 것에 대해 시정명령을 내리며, 과징금 6억 4900만 원을 부과하였다. 시정명령과 과징금 부과사유는 2008년 롯데피에스넷은 한국의 한 현금자동입출금기 전문 제조사에서 현금자동입출금기 1500대를 구입하기로 하였으나, 당시 롯데그룹 부회장이었던 신동빈이 재무상황이 안 좋던 보일러 전문 제조 업체 롯데기공을 현금자동입출금기 구매거래의 중간에 끼워넣으라고 지시하였고, 롯데기공은 자사가 구입한 현금자동입출금기를 롯데피에스넷에 되팔았으며, 롯데피에스넷은 롯데기공에서 707억 원어치의 현금자동입출금기를 구입하였다. 이 거래에서 롯데기공이 총 41억 5100만 원의 차익을 올린 것이다.

## 사건·사고 및 논란

### 담합 문건 유출 및 제보자 색출 논란
2012년 9월 17일 민주통합당 김기식 의원은 "공정거래위원회가 4대강 입찰담합 사건과 관련한 공정위 내부문건을 넘긴 제보자를 색출하기 위해 특별조사팀을 구성하고 직원에게 휴대폰 통화기록을 제출토록 하는 등 불법행위를 하고 있다"며 "지난 9월 4일 내부문서가 공개된 후 공정거래위원장이 문서유출자 색출을 위해 조사 베테랑 직원 10명으로 공정위에 특별조사팀 구성을 지시했다"고 밝혔다. 김 의원에 따르면 공정위 내부 조사 대상에는 말단 직원부터 상임위원까지 포함돼 있다. 공정거래법 위반 기업의 컴퓨터 데이터를 수집·분석하는 장비인 디지털 포렌식 장비를 이용해 직원들의 컴퓨터를 정밀 조사하고 직원들을 별도 조사실로 소환해 장시간 추궁하고 개인 e메일 송수신 내용도 확인했다. 공정위 직원들에게 개인 휴대폰 통화기록을 제출해 결백을 증명하도록 압박하기도 했다. 이어 "카르텔 총괄과의 경우 컴퓨터 1대를 분석하는 데 최소 2일이 소요되는 디지털 포렌식 장비로 전체 컴퓨터를 정밀 분석하느라 영주댐 공사 입찰담합 사건 처리 지연 등 사실상 공정위 업무가 중단된 상태"라고 지적했다.
이에 대해 공정거래위원회는 공공감사에 관한 법률과 내부 감사규정에 의해 보안시스템 관련 규정 위반여부를 확인하고 있다고 밝혔다. 공정거래위원회 측은 "내부 전산정보 시스템에서 문서보안 장치를 설치하는데, 이런 보안에도 불구하고 사건 관련 내부자료가 외부로 반출된 것은 심각한 보안문제라고 생각해 자체 감사를 하고 있다"며 "대상자들로부터 사전 동의를. 얻어 업무용 PC와 전산정보시스템에 저장된 로그기록을 확인한 사실이 있으나 개인 e메일과 휴대폰 통화내역을 조회하거나 요청한 사실은 전혀 없다"고 주장했다.
2012년 9월 19일 공정거래위원회 측이 4대강 담합 사건 관련 공익신고자 색출작업 중단을 요구하는 김기식·민병두·김기준 등 민주통합당 의원들의 방문에, 김동수 공정거래위원장과 한철수 사무처장이 그간의 상황을 설명하는 자리에서 "내부 공공기록물들이 대량으로 반출된 정황을 포착했다"고 밝혔다. 이처럼 자진신고 내역의 보안이 허술했음이 증명된 상황에서, 업계 내 '왕따'를 우려할 수밖에 없는 기업들은 자진신고에 더 큰 부담을 가질 수밖에 없다. 한철수 사무처장은 "문제의 직원이 반출해간 각종 사건관련 자료들이 외부에 유출될 경우 공정위의 사건처리와 소송대응 등에 심각한 장애가 초래될 우려가 있다"고 밝혔다. 해당 직원은 외부기관으로 파견이 결정 된 후 3일의 연휴 기간 동안 새벽부터 심야까지 공공기록물을 대량 반출한 것으로 조사됐다. 한편, 김동수 공정거래위원장은 '4대강 입찰담합 관련 제보자 색출조사'를 중단하라는 민주통합당 의원들에게 "4대강 담합 관련 추가조사는 국정감사가 끝나는 10월 23일까지 안하겠다. 다만 유출된 주요문건에 대한 회수요청은 유지하겠다"고 말했다.
2012년 9월 20일 공정거래위원회 직원인 A씨는 연합뉴스 기자와의 통화에서 "공정거래위원회가 자신을 대상으로 벌인 감사에서 수차례 `4대강 관련 문건을 유출했느냐'는 질문을 했다"고 밝혔다. A씨는 "2012년 9월 10일 첫 조사 때 `4대강 문건을 아느냐'는 질문을 하면서 민주통합당이 제시했던 2월 14·15일, 7월 1일자 작성 문건 3건을 모두 보여줬다"고 말했고 9월 초 A씨에게 보내진 공문 제목도 `내부문건 관련 유출자 및 유출과정 확인'이며 현재 이 공문을 가지고 있다고 밝혔다. 또한 "2차 조사 때는 `4대강 문건을 유출했느냐', `민주당에 이를 제보했느냐'는 질문을 받았다"며 "절대 제보하지 않았다고 말했지만 끈질기게 추궁당했다"고 말했다.
그동안 4대강 제보자를 색출하고 있다는 민주통합당의 주장에 공정거래위원회 측은 A씨가 지난해 대량의 내부 자료를 무단으로 유출한 것이 확인돼 보안 감사를 벌인 것 뿐이라고 맞서왔었다. 이같은 공정위의 주장에 대해 A씨는 "업무상 필요에 의해 개인 PC에서 대량의 자료를 다운로드받은 것은 맞지만, 이는 정보화담당관실에 요청해 허락받았다"며 "허락받지 않을 경우 다운로드 자체가 불가능하다"고 말했다. 상급기관인 총리실로 파견돼 공정위를 총괄하는 업무를 해야 해 정보화담당관실의 허락을 받고 자료를 가져갔다는 얘기다. 실제로 정보화담당관실에 확인한 결과 담당관의 허락 없이 다운로드가 불가능하다는 것은 사실로 확인됐다.
이같은 A씨의 증언은 공정거래위원회를 항의 방문한 민주통합당 의원에게 김동수 공정거래위원회 위원장 등이 한 말과 정면으로 배치된다. 공정거래위원장, 사무처장, 감사담당관 등은 모두 "4대강 관련 자료는 감사 대상도 아니고 감사할 계획도 없다"고 밝힌 바 있다. 김동수 위원장은 "특정인의 제보 여부는 조사하고 있지 않으며, 4대강 문건 유출자를 색출하려는 목적은 결코 없다"고 말했다. A씨의 증언이 사실이라면 공정위는 국회에 거짓말을 한 셈이며 공익신고자보호법 위반논란에 휘말릴 수 있다. 공익신고자보호법은 내부 제보자를 색출하기 위한 일체의 조사를 금지하고 있으며 이를 어기면 최대 징역 2년 이하 징역 또는 2천만 원 이하의 벌금에 처하도록 규정되어 했다.
이에 대해 공정거래위원회 측은 "A씨를 조사한 것은 4대강 제보자 색출 목적이 아니며 대량의 문건이 무단으로 유출된 것을 확인해 이를 회수하려 했던 것뿐이다"고 해명했다.

### 퇴직자들의 재취업 특혜
공정위를 퇴직한 고위 간부들이 대기업 등에 재취업하면서 불법성 논란이 일었다.
더불어민주당의 유동수 의원실이 공직자윤리위원회와 공정위로부터 제출받은 자료에 따르면, 2009년~2018년 5월 동안 공정위 4급 이상 퇴직자 수는 모두 92명이며, 이 가운데 윤리위원회의 재취업심사를 받은 인원은 47명에 이른다. 이들 중 재취업 불가 결정이 내려진 퇴직자는 6명에 불과했고, 재취업 승인이 난 41명 가운데 34명은 삼성·SK 등 대기업이나 김앤장·태평양·광장 등 대형 로펌 등에 취직했다. 유 의원은 "이들은 친정인 공정위를 상대로 로펌과 계약한 대기업에 대한 처벌을 완화 또는 무마하거나 각종 조사 관련 정보를 사전에 취득해 대기업에 전달할 개연성이 농후하다"고 지적했다.
특이한 건 재취업 승인이 난 41명은 대부분 공정위의 업무와는 직접적 연관성이 낮은 이른바 비경제 부서에 취직했다는 점으로, 심사를 받을 때 퇴직 당시 부서의 업무 연관성을 따지기 때문에 이를 피하려는 게 아니냐는 의혹이 있다. 또 다른 특이한 점은 재취업 심사 대상자 47명 가운데 절반 가량인 22명이 퇴직을 앞두고 1단계 특진했다는 것인데, 기업들이 재취업 대상자의 인맥 등을 기대해 높은 직급 출신을 선호한다는 것을 염두에 두고 공정위에서 '경력 관리'를 해 준 것 아니냐는 의혹이 제기되었다.
이 사건을 수사 중인 검찰은 공정위가 고위 간부 수십명의 '재취업 리스트'를 만들어 조직적으로 대기업에 취업 알선을 한 것으로 파악했다. 「공직자윤리법」의 취업제한 규정에 걸리지 않도록 하기 위해, 공정위는 정년을 앞둔 간부를 기업 업무에서 미리 빼주는 '경력 세탁'을 한 정황도 드러났으며, 이는 당시 공정거래위원장에게도 보고된 것으로 알려졌다.
검찰은 공정위부터 시작해 현대기아자동차, 현대건설, 현대백화점, 쿠팡 등 주요 대기업들을 압수수색하였고, 정재찬 전 공정거래위원장과 김학현 전 부위원장을 구속시켰다.

## 같이 보기
- 공정거래위원회 위원장
- 공정거래위원회 부위원장
- 공정거래위원회 상임위원
- 한국공정거래조정원

### 내용주
1. 1 2 3 4 5 6  개방형 직위.
2. 1 2  2026년 5월 25일까지 존속하는 한시조직.
3. ↑  2024년 5월 27일까지 존속하는 한시조직.
4. ↑  2024년 3월 15일까지 존속하는 한시조직.
5. ↑  한시정원 1명 포함.

### 참조주
1. 1 2  「공정거래위원회와 그 소속기관 직제」 별표 2·별표 5
2. 1 2  기획재정부. “열린재정 > 재정연구분석 > 재정분석통계 > 예산편성현황(총수입)”. 《열린재정》. 2023년 1월 5일에 확인함.
3. 1 2  기획재정부. “열린재정 > 재정연구분석 > 재정분석통계 > 세목 예산편성현황(총지출)”. 《열린재정》. 2023년 1월 5일에 확인함.
4. ↑  대통령령 제7997호
5. ↑  법률 제3320호
6. ↑  법률 제4198호
7. ↑  법률 제4831호
8. ↑  법률 제5982호 및 대통령령 제16322호
9. ↑  법률 제8852호
10. ↑  김지훈 (2007년 3월 18일). “공정위, 빙과 4개사 아이스크림 가격담합 적발”. 《연합뉴스》 (서울). 2011년 7월 6일에 확인함.
11. ↑  박영웅 (2011년 6월 26일). “공정위, 서울우유등 4개 업체 치즈값 담합 적발 '106억 과징금'”. 《뉴스엔》. 2011년 7월 6일에 확인함.
12. ↑  김병수; 정열 (2011년 6월 27일). “공정위 "'신라면블랙' 허위·과장표시 결론"(종합)”. 《연합뉴스》 (서울). 2016년 4월 12일에 원본 문서에서 보존된 문서. 2011년 7월 8일에 확인함.
13. ↑  고일환 (2012년 7월 19일). “'오너家 지시에 통행세?' 롯데 계열사 제재”. 《연합뉴스》 (서울). 2012년 7월 20일에 확인함.[깨진 링크(과거 내용 찾기)]
14. ↑  장익창 (2012년 9월 17일). “공정위 "4대강 담합 외부 유출 직원, 합법적 색출중"”. 《세계일보》. 2017년 8월 19일에 원본 문서에서 보존된 문서. 2012년 9월 20일에 확인함.
15. ↑  이재덕 (2012년 9월 17일). “공정위 '4대강 담합 적발 문건' 제보자 색출 논란”. 《경향신문》. 2012년 9월 17일에 원본 문서에서 보존된 문서. 2012년 9월 20일에 확인함.
16. ↑  박연미; 최일권 (2012년 9월 20일). “자충수 공정위… 무리수 금감원”. 《아시아경제》. 2015년 4월 2일에 원본 문서에서 보존된 문서. 2012년 9월 20일에 확인함.
17. ↑  안준영 (2012년 9월 19일). “'좌충우돌 공정위'… 이번엔 또다른 담합자료 유출”. 《뉴스1》 (서울). 2017년 8월 19일에 원본 문서에서 보존된 문서. 2012년 9월 20일에 확인함.
18. ↑  김정훈 (2012년 9월 19일). “공정위, 이번엔 담합 자진신고 문건 등 유출 파문”. 《노컷뉴스》. 2012년 9월 20일에 확인함.
19. ↑  문정현 (2012년 9월 19일). “"담합 관련 중요문건 대량 유출돼"‥ 공정위 파문(상보)”. 《이데일리》. 2012년 9월 20일에 원본 문서에서 보존된 문서. 2012년 9월 20일에 확인함.
20. ↑  서혜진 (2012년 9월 19일). “공정위, 4대강 내부문건 유출조사 중단”. 《파이낸셜뉴스》. 2012년 9월 20일에 확인함.
21. ↑  안승섭 (2012년 9월 20일). “"공정위 4대강 제보자 색출하려했다"”. 《한국경제》. 2017년 8월 19일에 원본 문서에서 보존된 문서. 2012년 9월 20일에 확인함.
22. ↑  박진아 (2012년 9월 17일). “4대강 담합 공정위 내부고발자 색출논란‥ 김동수 '색출작업' 시인”. 《뉴스토마토》. 2015년 4월 2일에 원본 문서에서 보존된 문서. 2012년 9월 20일에 확인함.
23. ↑  송욱 (2012년 9월 20일). “공정위 이번엔 '내부 제보자 색출' 논란”. 《SBS》. 2012년 9월 20일에 확인함.
24. ↑  임진수 (2018년 7월 13일). “경제검찰 공정위? 이쯤되면 대기업 '재취업' 양성소”. 《노컷뉴스》. 2018년 8월 9일에 확인함.
25. 1 2  윤지연 (2018년 7월 10일). “[단독] 공정위 퇴직자 ‘재취업 10년’ 살펴보니…80% 대기업행”. 《KBS》. 2018년 8월 8일에 원본 문서에서 보존된 문서. 2018년 8월 9일에 확인함.
26. ↑  김양진; 현소은 (2018년 7월 6일). “[단독] 공정위, 수년간 퇴직자 10여명씩 ‘억대 연봉’ 대기업 취업 알선”. 《한겨레》. 2018년 8월 9일에 확인함.
27. ↑  조미덥; 유희곤 (2018년 7월 5일). “검찰, 공정위 퇴직자 수사 확대…현대차·쿠팡 등 4곳 압수수색”. 《경향신문》. 2018년 8월 9일에 확인함.[깨진 링크(과거 내용 찾기)]
28. ↑  양일혁 (2018년 7월 31일). “[취재N팩트] 공정위 퇴직자, 대물림으로 대기업 재취업”. 《YTN》. 2018년 8월 8일에 원본 문서에서 보존된 문서. 2018년 8월 9일에 확인함.